# Berga/Elster
Berga/Elster – dzielnica (Ortsteil) miasta Berga-Wünschendorf w Niemczech, w kraju związkowym Turyngia, w powiecie Greiz. Do 31 grudnia 2023 miasto, które następnego dnia połączono z gminą Wünschendorf/Elster. Do 31 grudnia 2011 jako miasto pełniło funkcję "gminy realizującej" (niem. "erfüllende Gemeinde") dla dwóch gmin wiejskich: Mohlsdorf oraz Teichwolframsdorf. Dzień później obie gminy połączyły się w gminę Mohlsdorf-Teichwolframsdorf. 
W dzielnicy znajduje się stacja kolejowa Berga-Kelbra.

## Współpraca
Miejscowości partnerskie:
- Aarbergen, Hesja
- Gauchy, Francja
- Mýto, Czechy
- Sobótka, Polska